# 애천사전설 웨딩피치
《애천사전설 웨딩피치》(愛天使伝説ウェディングピーチ 아이텐시덴세쓰웨딩구피치[*])는 토미타 스케히로(富田祐弘)가 원작과 원안을 담당하고 텐유가 기획하였으며 KSS가 제작한 미디어 믹스 프로젝트 작품이다. 원류 작품인 TV 애니메이션 판은 TV 도쿄 계열에서 방영되었다. 원작으로 여겨지는 만화판은 《차오》(쇼가쿠칸)에서 연재되었다. 그 뒤에 OVA로 네 편의 《웨딩피치 DX》가 제작되었다.
대한민국에서는 1996년 5월 투니버스가 가장 먼저 《웨딩피치》라는 제목으로 방영하였고, 같은 해 MBC에서 《요술천사 피치》라는 제목으로 재더빙하여 방영했다. 이후 1999년 SBS에서 《사랑의 천사 웨딩피치》라는 제목으로 다시 더빙하여 방영하였고, 2003년부터 2007년까지 퀴니에서 방영을 하였다. 2013년 1월 28일부터 2013년 6월 11일까지 투니버스에서 《웨딩피치》란 제목으로 다시 재더빙하여 방영함으로써 대한민국에서 무려 네 번이나 더빙한 첫 일본 작품이 되었다. 2000년 이전에 방영된 작품들은 대한민국 아이들의 정서를 고려해 삭제된 화수 및 장면이 존재했다.

## 등장인물

### 주요인물
하나사키 모모코/피치 / 엔젤 피치/웨딩 피치
성우: 히카미 쿄코 / 김혜미(처음), 김혜경(둘째)(MBC) / 최덕희(SBS, 투니버스, OVA) / 김새해(투니버스 재더빙)
이 작품의 여주인공. 1983년 3월 3일생. 신장 154cm. 체중 40kg. 쓰리사이즈는 B75, W57, H78cm. 혈액형은 O형. 좋아하는 색은 분홍색. 좋아하는 음식은 아이스크림. 취미는 사진 촬영. 서투른 과목은 지리
성 하나조노학원 중등부에 다니는 1학년생으로 자칭 '사랑하는 소녀'. 신문부 소속. 밝고 사교적이며, 덜렁이인 부분도 있는 단순명쾌한 성격. 약간 천연. 천성적으로 상냥함이 장점이자 단점이며, 재앙이 되기도. 바보 같은 짓을 할 때 말하는 '호테큥...'이 말버릇. 꽤나 손재주가 좋음. 외모는 핑크색 롱헤어이며, 머리의 좌우에 노란 리본을 달고 있다. 아버지는 카메라맨으로, 아버지의 조수 역할을 하기도 한다. 자신이 어렸을 적에 갑자기 돌아가신 어머니가 남겨두고 가신 반지를 소중히 하고 있으며, 그것이 이야기의 시작이 된다.
'쟈마피'를 사랑의 오로라(웨이브)로 마술봉으로 착하게 해주다 그만 플로이에게 당해 다치고 만다. 그 이후로 쟈마피과 같이 살고 있다. 쟈마피가 처음에 플로이의 부하였을 때 그 동안 인간의 몸 속에 들어갔다고 의자에 앉다 울게 되었고 웨딩 피치에게 가서 누가 믿어준다고 착해졌기 때문이었다고 한다. 쟈마피와 같이 살고 있으며 동료로 합류를 하고 릴리와 데이지랑 같이 지내고 있다.
8회에서는 인형을 쟈마피와 같이 집에 살게 되었고, 동료로 합류를 했다. 9회에서는 에리카가 실종이 되자 다시 결혼식을 시켰고, 14회에서는 엄마의 반지를 끼고 다니다 아쿠엘다에게 빼앗아 버려 잃어버리게 되지만 또 반지를 받고 끼다 그만 플로이와 아쿠엘다가 나타나 빼앗으려 했지만 물의 용을 공격하지만 웨딩 릴리와 웨딩 데이지가 상대를 하게 된다. 얼음을 만들어 아쿠엘다를 해치우고, 아쿠엘다는 플로이를 잡다가 그만 사랑의 천사들에 의해서 정화되고 그만 소멸을 당하게 되었다. 빼앗긴 반지를 되찾으려고 악마의 숲까지 찾아갔다. 마지막에는 플로이와 마지막 싸움을 하게 되지만 케빈을 구하고 쟈마피와 같이 있었다. 플로이는 빼앗긴 반지까지 가져오게 되고, 레인데빌라가 한 손으로 소멸의 구멍속을 만든다. 플로이는 소멸의 구멍속으로 보내려고 했고, 플로이를 잡다가 나무에 매달린다. 빼앗긴 엄마의 반지도 플로이에게 돌려받아 되찾는다. 플로이는 소멸의 구멍속으로 들어갔고, 빼앗긴 엄마의 반지도 찾아서 손으로 들고 간직을 했다. 케빈과 쟈마피랑 같이 있었다.
케빈과는 처음에는 케빈이 그녀에 대한 마음을 숨기기 위해 '모모피', '모모후구'라고 불렀으며, 그 때문에 그녀도 삐쳐서 대립하기만 했지만, 후에 케빈의 마음을 깨닫고 차차 서로 생각하고 사랑하는 관계가 되었으며, 서로의 사랑이 깊어지고 있었다. 케빈의 정체가 악마 비엔트인 것을 알고부터 불화를 끝내고 함께 레인데빌라의 타도에 성공하여 다시금 사랑의 인연을 강하게 했다. 원작의 마지막에서는 케빈과 결혼한다.
타니마 유리/릴리 / 엔젤 릴리/웨딩 릴리
성우: 유카나 / 박영희(투니버스, OVA) / 정옥주 (MBC)/ 지미애(SBS) / 정혜원 (투니버스 재더빙)
1982년 7월 7일생. 신장 162cm. 체중 44 kg. 쓰리사이즈는 B80, W57, H80cm. 혈액형은 A형. 좋아하는 색은 하늘색. 좋아하는 음식은 푸딩. 취미는 피아노 연주. 특기인 과목은 영어, 음악.
피치의 동급생이자 소꿉친구. 신문부에 소속. 상냥하고 차분한 성격으로. 항상 피치와 데이지가 싸우면, 가운데에서 중재한다. 하지만 야나기바 카즈야/테리가 싸움의 이유가 된다면, 참을 수 없지만 집안은 어머니가 유명한 웨딩드레스 디자이너로 그리고 할아버지가 프랑스인인 쿼터. 단아한 성격을 갖고 있는 부잣집 아가씨 성격이지만, 생각외로 한 성격한다.
6회에서는 웨딩 데이지와 둘이서 웨딩 피치를 찾다가 플로이에게 웨이브를 날리다 실패를 한다. 플로이는 쟈마피를 인간계에 두고가다가 사랑의 천사들이 3명이었다는 사실을 알아내고 다음에는 사랑의 천사들을 없애서 소멸을 하겠다고 저런소리를 하고 사라져 버렸다. 피치가 케빈부터 구하다가 쟈마피라는 인형을 착해서 하트로 바뀌게 만들었다는 사실을 알았고, 7회부터는 쟈마피가 친구들에게 공원에서 의자에 앉다가 그 동안 나쁜짓을 저질러서 인간의 몸 속에 들어가서 작전에 실패를 했다고 털어놓는다. 쟈마피는 갈 때가 없어서 피치와 집에서 같이 살게 되었다.
8회부터는 쟈마피를 동료로 합류를 해서 데이지와 피치랑 같이 에피소드를 하고 있었고, 9회에서는 쟈마피가 악마계에 있는 플로이가 귀차냥을 데리고 신부의 보물을 노리고 있다는 것을 TV에서 설명을 한다. 에리카에게 다시 빼앗겼던 신부의 보물을 다시 돌려주고 결혼을 하게 되었다.
타마노 히나기쿠/데이지 / 엔젤 데이지/웨딩 데이지
성우: 미야무라 유코 / 신상숙(MBC) / 서혜정(SBS) / 김은아(투니버스, OVA) / 이용신 (투니버스 재더빙)
1982년 5월 5일생. 신장 157cm. 체중 45kg. 쓰리사이즈는 B78, W55, H80cm. 혈액형은 B형. 좋아하는 색은 녹색. 좋아하는 음식은 초밥, 샤브샤브. 취미는 유도, 가라테 등 일본 무도 중심의 시합 관전. 특기인 과목은 체육.
피치의 동급생이자 소꿉친구. 신문부에 소속. 아버지는 '전파 딸'이라고 함. 여장부이자, 지기 싫어하며 대범한 성격. 일인칭은 '오레'(俺, 나). 쉽게 폭력적(가장 피해자는 쟈마피)으로 변하지만, 친구들을 생각하고 쿨한 소녀. 멤버 중에서는 성 지식이 풍부한 편. 외모는 녹색의 세미롱 헤어이며 정수리에 닭 벼슬 같이 생긴 형태의 곱슬머리를 가지고 있다. 쟈마피와 피치, 릴리랑 같이 동료로 합류를 하면서 사랑의 에피소드를 하고 있다.
집은 꽃집 "플라워 타마노"를 운영하고 있으며, 가족은 에도 시대 기질의 부모님과 동생 한 명이 있다.
순천사 데이지의 환생. 아마노 타쿠로와는 피치가 케빈, 릴리가 천사 리모네와 친하기 때문에 자신은 야나기바(테리) 선배를 노려 친해지려고 했지만 리모네의 정체가 야나기바(테리) 선배인 것이 드러난 후에는 포기했다. 타쿠로에 대해서는 자기에게 '그냥 소꿉친구'라고 하라고 고집을 부리지만, 그런 타쿠로를 누구보다 생각하며 자신이 지켜주고 싶다고 생각하는, 친구 이상의 관계이다.
원작 일러스트(10년 후)에서는 결혼한다.
스칼렛 오하라/사루비아 / 엔젤 사루비아/웨딩 사루비아
성우: 이마이 유카 / 우정신(MBC, 투니버스) / 배정미(SBS) / 이계윤(투니버스 재더빙, OVA)
1982년 12월 3일생(애니메이션판에는 1981년생). 신장 162cm. 체중 42kg. 쓰리사이즈는 B83, W57, H85cm. 혈액형은 AB형. 좋아하는 색은 보라색. 좋아하는 음식은 피자. 특기인 과목은 수학, 영어. 싫어하는 과목은 국어와 고전 문학.
모모코네와는 다른 학교 학생이다. 순천사 사루비아의 환생이다. (애니메이션판에는 진짜 순천사라고 나온다.) 그러나 다른 애천사들과는 달리, 전생의 기억을 가지고 있고 그 기억으로 인해 악마족을 보면 무조건 공격하고 보는 성격으로 변하였다. 쿨하고 도도한 성격. 나중에는 웨딩 피치, 릴리, 데이지의 노력과 그들의 사랑을 보면서 진정한 애천사의 마음가짐을 알게 된다.
카와나미 히로미 엔젤 포타모스 /포타모스 /웨딩 포타모스
성우: 미츠이시 코토노 / 김진숙(MBC) / 정미숙(SBS) / 오혜숙(투니버스) / 김현지(투니버스 재더빙)
스페셜로 나올때, 포타모스가 5번째 애천사로 등장했다. 피치의 주 트레이드 마크인 종이 울리면서 외치는 대사를 스페셜에서는 포타모스가 한다. 그러나 원작에서는 엔젤은커녕, 천사가 아니라 케빈을 짝사랑하던 악마족이였다.
이그니스가 소멸을 당해 사라지자 피치네 학교로 전학을 오게 되고 케빈과 같이 만나 얘기를 한다. 케빈이 거절하자 악마들인 펌프, 시모시모, 후스마, 나비, 리오마, 타마타마, 유키다루마까지 7명들의 악마들을 내보내 사랑의 천사들을 해치우려고 한다. 웨딩 피치에게 그만 들키게 되지만 그만 실패를 하게 된다. 37회에서도 축구장으로 눈사람 악마까지 내보내서 인간들을 얼게 만들었다가 또 다시 실패를 한다. 38화에서는 피치에 의해 정화되고 다시 하늘로 올라가 델마로 바뀌었다. 인간계로 살아가게 되고 케빈을 공원에서 만나다가 사과를 하고 헤어지고 돌아갔다.

### 사랑의 천사들과 소년 및 동료 연인
쟈마피 (통통 / 짜마) /웨딩 쟈마피,통통 짜마 / 엔젤 쟈마피,통통,짜마
성우: 마츠모토 미와 / 이재명 (MBC) / 정미연 (SBS) / 이미자(투니버스) / 류점희(투니버스 재더빙)
플로이의 충실한 부하로, 항상 피치와 다른 애천사들을 괴롭히다가 세인트 썸씽포까지 노린다. 악마계에서 플로이는 웨이브와 파동을 느끼게 되고 또 애천사들을 해치우라고 내보냈고 또 사랑의 천사들에게 당하다가 또 작전에 계속 실패를 했다. 플로이는 사랑의 천사들이 3명이었다는 사실을 알고 분노를 한다. 플로이랑 같이 악마계에 돌아갔다.  레인데빌라는 정체의 동그란거울을 보고 웨딩 피치가 사랑의 천사였다는 사실을  알게 되어 정체를 알았고, 사랑의 천사들에게 웨이브공격에 맞고 돌아오다가 그만 실패를 했다고 플로이한테 고문을 당하고 혼이 난다. 또 다시 인간의 몸 속에 들어가서 악마로 만들다 그만 웨이브를 맞고 그만 인형이라서 크게 나오다 케빈을 없애려고 했다. 웨딩 피치의 도움으로 진정한 사랑의 마음으로 정화 되지만 마술봉에 있는 웨이브(사랑의 오로라)를 맞아서 졌고 꼬리가 화살표에서 하트로 바뀐다. 플로이가 그만 나타나서 공격을 받아서 '이 쓸모 없는 녀석'이라고 하면서 '플로이님'이라고 불러 웨딩 피치의 누구녀석은 '악마족의 수치'라고 해서 악마계에서 쫓아낸다. 플로이가 피치를 없애려고 해서 세인트썸씽포를 가져가면 악마계의 승리가 되고 확실하겠다고 아프로디테님의 영원히 끝이 난다고 검을 날리려고 했다. 웨딩 피치가 플로이를 공격을 하자 플로이에게 다가가서 누구랑 같이 싸워서 도우려고 한다. 플로이는 팔로 인형을 넘어뜨리며 누구같은 녀석은 차라리 없애는 것이 났다고 손으로 소멸까지 한다. 웨딩 피치 옆에서 힘이 되어 주고, 플로이가 나타나 웨딩 피치를 소멸시켜서 지옥으로 보내려고 했다. 웨딩 릴리와 웨딩 데이지가 와서 플로이에게 그만하라고 말렸지만 플로이는 웨이브 공격 및 정화에 맞기 싫어서 그만 피하다가 도망을 친다. 사랑의 천사들에게 다음에는 소멸을 시켜서 없애버리겠다고 저런소리를 하고 사라지고 악마계에 돌어갔다. 갈 때가 없어서 그 동안 릴리와 데이지에게 친구와 동료로 받아 달라고 했다.
웨딩 피치에게 나쁜짓을 하고 다녀서 악마계에서 쫓겨났다고 의자에 앉아서 눈물까지 나와 슬퍼서 울게 된다. 눈물을 흘리다 웨딩 피치에게 착해졌다고 믿어달라고 했다. 그 이후로 피치와 함께 살고 있다. 동료로 지내고 있지만 릴리와 데이지, 피치랑 셋이서 사랑의 에피소드를 하고 있다. 케빈이 플로이에게 잡혀가서 밤에 케빈이 어디에 있었는지 데이지에게 알려주었고, 케빈이 굴뚝이 있는 폐공장이라고 피치에게 가르쳐 주었다. 16회 마지막에는 웨딩 피치가 웨딩 릴리와 데이지랑 둘이 플로이와 마지막 결판을 하게 된다. 리모네의 도움으로 케빈을 데려갔고, 웨딩 피치가 케빈과 풀밭에서 얘기를 나누고 있었지만 피치는 케빈을 안전한 곳으로 데려다주고 오라고 한다. 케빈이 만두라고 불러서 케빈에게 기분좋게 그러냐고 케빈을 가했고, 케빈을 안전한 곳에 데려다주다가 그만 플로이가 나타나서 접근을 한다. 플로이는 레인데빌라에게 버림을 받았고, 레인데빌라는 한 손으로 소멸의 구멍속을 만들어서 들어갈 것이라고 했다. 플로이는 레인데빌라에게 마지막으로 악마의 자존심을 보여드리겠다고 해서 웨딩피치를 잡고 소멸의 구멍속으로 들어가려고 한다. 피치는 플로이를 잡고 나무에 매달려서 악마족의 부하였다고 했고, 플로이는 성스로운 보물인 엄마의 반지까지 가져와서 던질 수 밖에 없다고 한다. 피치가 빼앗긴 엄마의 반지를 플로이에게 받고 찾게 된다. 플로이는 소멸의 구멍속으로 들어갔고, 피치는 빼앗긴 엄마의 반지를 찾다가 손으로 들고 간직을 하고 케빈과 같이 있었고 인형이라서 둘이 있게 된다. 도서관에서 그만 샌디에게 같이 백화점에서 놀다 그만 산드라가 인형을 잡혀서 세인트 썸싱포를 노릴때마다 당하다 그만 구경이나 하라고 소멸을 당한다. 산드라가 불꽃으로 변할 때 사랑의 천사들과 피하다가 사랑의 웨이브(오로라)를 물리친다. 피치가 가지고 있던 인형을 샌디와 같이 놀아주기도 했다. 그리고 릴리가 해주는 맛있는 요리를 좋아한다. 피치가 만나는 다른 악마족의 사역마인 슈퍼콜라겐 친구들을 만나는 에피소드가 따로 있고, 사랑의 천사들의 서포트 후에는악마족의 추적을 위해서 감지능력을 발휘하면 요정에서 가끔씩 악마의 모습으로 하기도 한다. 또 사람을 기절시킬 정도의 발산할 수 있는 듯 하다.
케빈(후마 요스케/케빈)
성우: 우에다 유지 / 김승준(SBS) / 최재호(OVA) / 신용우(투니버스 재더빙)
이 작품의 남주인공. 1982년 10월 31일생. 혈액형은 O형. 취미는 축구와 축구 시합 관전. 특기인 과목은 수학.
성 하나조노학원(혹은 성 세인트 가든) 중등부에 다니는 피치의 동급생. 축구부 소속. 축구부에서의 포지션은 골키퍼의 보결이지만, 그 실력은 우수하며 프로 선수 카지의 슛을 얼굴로 받는 희생의 각오로 막을 정도. 후에 정규 선수가 된다. 보통은 진지하면서 장난기 있는 성격이지만 반지를 빼앗겨 전의를 상실한 피치를 구하기 위해 아퀼다에게 스스로 맞써는 등 정의감이 강한 건강한 마음의 소유자.
자신이 위기에 처하면 다른 힘을 발휘하는 경우가 있으며 애천사나 악마족을 당황시킨다. 피치의 약점을 뚫는 수단을 플로이에게 빼앗겼을 때 피치의 정체가 모모코라는 것을 알았지만 플로이와의 싸움을 끝낸 후에 아프로디테에 의해 애천사나 악마에 관한 기억이 지워진다. 16회에서는 쟈마피라는 인형에게 '만두'라고 별명까지 부르고 쟈마피에게 혼이 난다. 플로이가 나타나 접근을 하자 웨딩 피치를 소멸로 보내려고 했고, 레인데빌라가 나타나서 소멸의 구멍을 만들었다. 웨딩 피치는 플로이를 잡다가 나무에 매달리고, 플로이는 피치의 사랑에 개심하면서 빼앗긴 엄마의  반지까지 던져서 돌려주다 소멸의 구멍에 들어갔고, 플로이를 소멸로 내보낸 후 피치와 쟈마피랑 같이 있었다. 18화에서는 아버지에게 받은 방울이가 있었는데 피치가 방문을 했고,어렸을 때 아버지에게 방울이를 받은 적이 있다. 피치가 아버지가 어디에 계시냐고 물을 때 아버지는 집에 들어오지 않아서 사라졌다고 대답을 한다. 악마 노이즈가 나타났을 때 피치가 가지고 있던 반지와 방울이랑 같이 합치게 된다. 종반에 그의 정체는 악마족 중에서도 최강이라 불리는 풍마족(애니메이션에서는 라파엘족)의 피를 이은 '전사 비엔트'인 것이 밝혀지며, 웨딩피치를 괴롭히고 애천사들을 곤경으로 몰고 간다. 속성·이유를 듣지 않고 분노나 증오의 웨이브를 올림으로서 악마가 된다.
피치와의 관계는 축구 시합을 취재하러 온 피치를 '모모피', '모모후구'라고 부르며 놀렸으며 모모코와는 대립하기만을 반복했으나, 그런 그녀가 신경쓰이게 되어 종반에는 피치도 그의 마음을 깨닫고 서로 생각하고 사랑하는 관계로 이어지게 된다.
야나기바 카즈야/테리이자, 천사장 리모네
성우 : 미키 신이치로 / 故 박일(MBC) / 이규화(SBS) / 한호웅(투니버스) / 김수중(OVA) / 김영선 (투니버스 재더빙)
성 하나조노학원(혹은 성 세인트 가든)의 3학년 A반으로, 피치네의 학교 선배이자 축구부의 주장으로써 피치네의 관심과 사랑을 한 몸에 받는다. 축구부의 에이스로 교내에서도 인기가 많다. 진중하고 다정한 성격으로 피치,릴리,데이지가 사소한 것으로 싸우게 되는 이유이기도 하다.
그리고 항상 천사로 변신한 웨딩피치와 웨딩릴리, 웨딩 데이지를 어려움이나, 위기에서 구해주던 천사장(혹은 대천사라고 나온다.) 리모네이기도 한데, 세일러 x의 턱시도 가면같은 역할이라고 생각하면 쉽다. (애천사들에게 위기가 닥치지 않아도 등장하기도 하는데, 사랑의 보물을 찾았을땐 심심찮게 나타나는 것을 볼 수 있다.) 초반에는 야나기바(테리)의 모습보다는 리모네의 모습으로 많이 나타났으며, 후반에 야나기바(테리)가 리모네인 것이 밝혀지게 되면서, 야나기바의 모습으로 함께하는 모습이 많다.
애천사 웨딩릴리와 과거의 인연이 있기도 하다. 레인데빌라와의 마지막 싸움이 끝난 후, 천사 리모네가 아닌 인간 야나기바의 모습으로 릴리의 옆에 함께 있고 싶다고 한다.
데이빗/피터(아마노 타쿠로/피터/데이빗)
성우 : 야마구치 캇페이 / 손원일(SBS) / 오인성(투니버스) / 남도형(투니버스 재더빙)
성 하나조학원(혹은 성 세인트 가든)의 피치, 릴리, 데이지와 동급생이며, 항상 전교 1등을 하는 수재이다. 하지만 겁이 많고 소심한데, 그 모습을 들키기 싫어서 일부러 잘난 척 하는 성격과, 남을 무시하는 성격을 꾸며내서 인기가 좋지 못했다. 그리고 공부에 비해 운동실력은 영 꽝이다. 자신이 놀린 피치가 남들과는 다르게 여전히 상냥하게 대해주자, 그녀에게 호감을 갖기 시작한다. ;그러다가 자신의 운동신경에 대한 컴플렉스로 악마족 이그니스와 계약을 맺게 된다. 후에 이그니스가 죽음으로써 계약이 깨지면서 피치에 대한 관심도 없어진다. 그리고 케빈보다 먼저, 3명의 애천사들의 정체를 알게되는 남학생이기도 하다.
어릴적부터 데이지와 소꿉친구이며, 그 때부터 인연이 있다. 은근히 데이지를 챙긴다. 이후에, 데이지와 계속해서 서로 호감을 가지면서 관심을 가진다.

### 악마계
- 플로이(プリュイ) - 성우: 야오 카즈키 / 김준(SBS) / 박성태(투니버스) 재더빙[8]

악마족의 첫 번째 간부. 1회에서 피치가 가지고 있던 반지를 빼앗으려고 하다가 손으로 릴리와 데이지를 악마로 만들어 낸다. 인간의 몸 속에 들어가 있던 것은 통통였다. 리모네에게 당하다 결판을 내게 된다. 2회에서 쟈마피랑 같이 악마계에서 살게 되지만, 쟈마피를 시켜서 웨이브(사랑의 오로라)를 느껴져 인간들의 몸 속에 들어가서 악마로 만들어 웨이브를 없애라고 시켰다. 쟈마피는 누가 시키는 대로 웨이브를 없애려고 하자 그만 웨딩 피치에게 세 번이나 당해서 실패를 했다.쟈마피가 사랑의 천사들에게 당하다 돌아왔다고 혼을 냈다. 쟈마피에게 사랑의 천사들에게 지고 돌아와서 번번히 실패했다고 나무라기도 했다. 쟈마피에게 한심한 꼴을 보이지 않았다고 했고,사악한 마음 및 에너지를 꿈구라고 내보내고 크게 만든다. 쟈마피가 캐빈의 몸 속에 들어가다 튀어나오고 웨딩 피치에 의해 힘과 정화가 되고 웨이브를 맞고 당하자 꼬리가 화살표인 보라색에서 하트인 분홍색으로 바뀐다.
쟈마피를 악마계에서 쫓아내서 '이 쓸모없는 녀석'이라고 하고 공격을 하며 나타나다가 웨딩 피치에게 누구 녀석인 쟈마피를 '악마족의 수치'라고 했다. 웨딩 피치를 없애려고 하자 공격을 받지만, 쟈마피(통통,짜마)가 다가오려고 하자 누구도 같이 돕자고 같이 싸우자고 한다. 손으로 쟈마피를 넘어뜨려서 누구같은 능력없는 녀석은 차라리 소멸되는게 낫다고 손으로 소멸을 하려다 그만 웨딩 피치와 쟈마피를 둘 다 없애려고 손으로 소멸을 해서 지옥으로 보내려고 했다.
릴리와 데이지가 사랑의 천사였다는 사실을 알게 된다. 사랑의 천사들 때문에 웨이브에 공격을 맞다 그만 피해서 도망을 치고,다음에는 반드시 사랑의 천사들을 없애겠다고 저런소리를 하고 사라졌다. 7회에서 11회까지는 쟈마피대신 다른 악마들까지 오만마,파자마,오히마,사치마,시계 악마인 탄마까지 사랑의 오로라를 흡수해서 사랑의 천사들을 해치우라고 시켜서 내보낸다.
12회에서는 아쿠엘다와 같이 악마계에서 지내다가 14회에서는 레인데빌라가 노리는 건 피치가 가지고 있던 세인트 썸씽포인 엄마의 반지를 노리게 된다. 아쿠엘다가 가져온 반지를 피치가 가지고 있던 반지도 압수를 하게 되었다. 아쿠엘다와 함께 피치가 있는 곳으로 향해서 피치가 가지고 있던 반지를 빼앗으려 했다. 아쿠엘다가 사랑의 천사들에게 당해 웨이브(사랑의 오로라)를 맞아서 소멸을 당해서 사라지게 됐다. 사랑의 천사들의 성공으로 또 다시 악마계로 들어갔다.
15회에서는 레인데빌라에게 혼이 나서 몇 번이나 실패를 하고 돌아왔다고 나무랐고, 아쿠엘다가 사랑의 천사들에게 당해서 웨이브를 느겼다고 레인데빌라에게 보고를 한다. 피치가 가지고 있던 엄마의 반지를 압수하다 가지고 있기도 하면서 아쿠엘다 대신에 쥬라를 데리고 일을 하게 된다. 공원까지 찾아가서 케빈을 악마의 숲으로 데려가게 되고,케빈을 악마의 숲으로 와서 악마의 나무를 꽁꽁 묶어낸다. 쥬라는 피치, 릴리, 데이지, 쟈마피까지 악마의 숲으로 들어와서 케빈을 구하려고 안내를 했다. 쥬라는 웨딩피치에 의해서 정화되고 사라지게 되고, 16화에서는 마지막에 리모네와 사랑의 천사들과 함께 검을 들고 결판을 낸다. 피치는 리모네의 도움으로 케빈을 데려가서 안전한 곳으로 피하라고 한다. 웨딩 피치와 쟈마피, 케빈까지 노려서 접근을 한다. 레인데빌라가 나타나서 소멸의 구멍을 만들었고, 피치를 데리고 소멸속으로 들어가려고 했는데 그만 레인데빌라에게 버림을 받으머 웨딩 피치까지 잡고 나무에 메달리고, 피치의 사랑에 개심하게 된다. 피치가 가지고 있던 간직한 엄마의 반지까지 한 손으로 던져서 되돌려주다가 그만 소멸속으로 들어가게 된다. 피치는 빼앗긴 엄마의 반지를 주고 받으며 '어째서'라고 대사를 쓰고 케빈과 쟈마피랑 같이 있었다.
- 아쿠엘다(アクエルダ) - 성우: 후카미 리카 / 이진화(SBS) / 이미자(투니버스) / 여민정 (투니버스 재더빙)

12화에서 등장. 악마족의 두 번째 간부. 플로이를 계속하여 잠시 악마의 지휘를 맡게 되는 두 번째 간부이다. 여성이며, 돈이 악마족 세계에서도 쓰이는지 화폐로 바가지를 씌우는 점집을 운영 및 축구장에서 암표를 판매한다. 12화에서는 악마로 수마족, 13화에서는 홀리건을 만들기도 했다. 키메라가 세인트 썸씽포를 노리기 시작했을 때도 물의 악마로 피치가 가지고 있던 반지를 빼앗아서 가져가게 된다. 플로이에게 피치가 가지고 있던 반지도 플로이에게 드려서 보관하기도 했다. 그만 나타나 피치가 가지고 있던 두 번째 세인트 썸씽포를 빼앗으려 하다 그만 물의 악마를 만들어 공격을 하고,피치와 사랑의 천사들에게 웨이브를 맞아서 플로이에게 봐달라고 기회를 주라고 했다. 플로이를 잡으려고 하다가 그만 사라지게 된다. 플로이는 사랑의 천사들한테 그만 소멸을 당했다고 실패를 하게 되지만 정화되고 사라졌다.
- 산드라(サンドラ) - 성우 : 코야스 타케히토 / 김관철(MBC) / 민응식(SBS) / 최원형(투니버스) / 정승욱(투니버스) 재더빙

17회에서 등장. 악마족의 세 번째 간부. 플로이가 가고나서 새로운 악마로 들어온다. 노이즈와 클라우드, 블리츠와 함께 나온다. 세인트 썸씽포를 찾으려고 하지만 그만 노이즈와 클라우드, 블리츠가 소멸을 당했다. 정체를 알아내서 쟈마피(통통,짜마)를 노리게 되지만 악마계에서 쟈마피(통통,짜마)가 추방을 당했다는 사실을 알게 되었고 쟈마피(통통,짜마)를 노린다. 백화점에 나타나 쟈마피(통통,짜마)를 노려서 세인트썸씽포가 어디에 있었는지 알아보려고 빼앗으려고 하다 쟈마피(통통,짜마)를 잡아서 인질을 한다.쟈마피(통통,짜마)를 잡아서 사랑의 천사들을 유인을 했고, 쟈마피를 잡다 그만 보기나 하라고 떨어뜨려 소멸을 하고, 마지막에는 방법을 이용해서 불로 변해서 사랑의 천사들을 반격하고, 불이 솟아나다가 쟈마피(통통,짜마)에게 웨이브를 맞게 되었지만 피치가 가지고 있던 반지에 나오는 수정체를 맞고 정화된다. 소리를 지르다 웨이브를 느끼게 되고 사라졌다.
- 블리츠(ブリッツ) - 성우: 요코야마 치사 / 유남희(SBS) / 정유미 (투니버스 재더빙)
- 노이즈(ノイーズ) - 성우: 혼다 치에코 / 기경옥(SBS) / 문선희(투니버스) / 정혜옥 (투니버스 재더빙)
- 클라우드(クラウド) - 성우: 네야 미치코 / 윤소라(SBS) / 이미자(투니버스) / 소연(투니버스) 재더빙
- 이그니스(イグニス) - 성우: 세키 토모카즈 / 김관철(MBC) / 故 김일(SBS) / 홍시호(투니버스) / 윤세웅(투니버스 재더빙)
- 페트라(부르스 선생(SBS), 번즈 선생(투니버스))(ペトラー) - 성우: 호리우치 켄유 / 박지훈(SBS) / 이종혁(투니버스) / 안장혁(투니버스 재더빙)
- 카츄샤(カチューシャ) - 성우: 야마구치 유리코 / 양정화(투니버스 재더빙)
- 쥬라(ジュラ) - 성우:요시다 히로코 / 김혜경(SBS)/ 임윤선(투니버스 재더빙)

- 레인데빌라(레인데빌라/키메라)(レインデビラ) - 성우: 도이 미카 / 성선녀(MBC) / 최문자(SBS) / 박영희(투니버스) / 이선주 (투니버스 재더빙)[14]

- 우라가노(ウラガーノ) - 성우: 스가와라 마사시(요스케 회상신은 카나오 테츠오 / 황윤걸(SBS) / 김영훈 (투니버스 구더빙) / 김국진 (투니버스 재더빙)

요스케(케빈)의 아버지이자, 악마의 최강의 종족인 풍마족(애니메이션에서는 라파엘족)전사. 과거 4명의 애천사들을 홀로 상대했을 정도로 강했다. 그러나 마지막 모모코의 어머니와의 대결에서 인간계로 떨어지면서, 요스케의 어머니와 사랑에 빠지게 된다. 그리고 그를 알게 된 레인 데빌라의 4명의 수하들에게 살해당한다.

### 천사계
- 세레소(セレーソ) - 성우: 스즈카 치하루 / 최문자(SBS) / 이미자(처음)•오혜숙(나중)(투니버스) / 윤여진(투니버스 재더빙)
- 아프로디테(アフロディーテ) - 성우: 효도 마코 / 정옥주(MBC) / 정미연(SBS) / 이미자 (투니버스) / 박경혜(투니버스) 재더빙
- 순천사 릴리 (純天使リリィ) - 성우: 유카나
- 순천사 데이지 (純天使デイジー) - 성우: 미야무라 유코
- 순천사 사루비아
- 순천사 프리지아 - 성우: 이미자(투니버스) / 김율 (투니버스 재더빙)

### 오쟈마족
- 쟈마퐁(じゃ魔ポン) /팡팡

성우: 타카노 우라라 / 임윤선(투니버스 재더빙)
- 쟈마쵸(じゃ魔ッチョ) /포포

성우 : 미즈타니 유코 / 방연지(투니버스 재더빙)

### 《웨딩피치DX》부터의 등장인물
- 거미 여자 (クモ女) - 성우: 타나카 아츠코
- 오아시스 (オアシス) - 성우: 나카타 죠지
- 베르페골 (ベルフェゴール) - 성우: 야오 카즈키
- 키요시로, 죤, 신타로, 남학생 A - 성우: 야마자키 타쿠미
- 마츠고로, 톰, 토라오, 남학생 B - 성우: 타카기 와타루

### 애천사들의 가족
- 하나사키 쇼이치로(花咲 翔一郎) - 성우 : 나카타 카즈히로 / 故 박일(MBC) / 황윤걸(SBS) / 김영훈(투니버스) / 현경수 (투니버스 재더빙)
- 타니마 류조(谷間 竜三) - 성우:타하라 아루노 / 김준(SBS)
- 타니마 아케미(谷間 エレナ) - 성우: 사사키 유코 / 성선녀(MBC) / 이진화(4화)•정미연(20화)(SBS) / 오혜숙(투니버스)
- 타마노 마사히로(珠野 雅弘) - 성우: 와카모토 노리오
- 타마노 아케미(珠野 明美) - 성우: 타키자와 쿠미코 / 이진화(SBS)
- 타마노 아키라(珠野 明) - 성우: 오오타니 이쿠에 / 이진화(SBS)

### 성 하나조노 학원
- 시즈카 (しずか) - 성우: 니시하라 쿠미코
- 카와이 유키코 (河合 由希子) - 성우: 이토 미키
- 타시마 마코토 (田島 譲) - 성우: 토치카 코이치
- 타케우치 아키코 (竹内 秋子) - 성우: 나카가와 아키코
- 코노하라 선생 (木原先生) - 성우: 시마무라 카오루

### 기타
- 요스케의 어머니 (ようすけの母)
- 카지노키 (梶) - 성우: 이시노 류조
- 사오리 (さおり) - 성우: 코바야시 유코
- 히토미 (ひとみ) - 성우: 키토 사토코

## 애니메이션

### SBS 우리말 제작진
- C.G: 이혜영
- 컴퓨터 그래픽: 최봉락
- 녹음: 박지용
- 주제가 편곡: 작은 별
- 음향: 원진희
- 녹화: 이미정
- 번역: 박순아, 윤경아
- 연출: 배숙현

### 주제가
- 오프닝 테마
  - 《꿈꾸는 사랑의 천사》 (夢見る愛天使) - 1기 오프닝
  - 《Wedding Wars~사랑은 불꽃》 (Wedding Wars～愛は炎～) - 2기 오프닝
  - 《Merry Angel》 - DX 오프닝
- 엔딩 테마
  - 《21세기의 줄리엣》 (21世紀のジュリエット)
  - 《Virgin Love》 (ヴァージンラブ)
  - 《Sweet little love》 (DX 엔딩)
- 1기, DX 오프닝, 1,2기, DX 엔딩 노래는 FURIL이 불렀고, 2기 오프닝 노래는 나카지마 에리나가 불렀다.

### 한국어 주제가
- 투니버스 1996판, MBC
  - 전설의 사랑 - 최용준

- SBS
  - 《꿈꾸는 사랑의 천사》- 진선주
  - 《Wedding Wars~사랑은 불꽃》- 진선주

- 투니버스 2013판
  - 숨길수 없는 사랑 - 안예슬

#### 방영 목록
TV 애니메이션
| 화수 | 부제                                                          | 한국 부제                     | 각본              | 연출            | 그림 콘티         | 작화 감독         | 방영일           | 한국 화수                   |
| ---- | ------------------------------------------------------------- | ----------------------------- | ----------------- | --------------- | ----------------- | ----------------- | ---------------- | --------------------------- |
| 1    | 축! 사랑의 천사 탄생 (祝!愛天使誕生)                          | 사랑의 천사 탄생              | 토미타 스케히로   | 스토 노리히코   | 유야마 쿠니히코   | 이치이시 사유리   | 1995년 4월 5일   | 1                           |
| 2    | 멋져! 신부 옷 갈아입기 (あっぱれ!お色直し)                    | 웨딩피치의 새로운 변신        | 토미타 스케히로   | 勝亦祥視        | 타카하시 나오히토 | 深沢幸司          | 1995년 4월 12일  | 2                           |
| 3    | 노려진 신부 (ねらわれた花嫁)                                  | 새 신부의 위기!               | 테라다 켄지       | 아사다 유지     | 아사다 유지       | 후지타 마리코     | 1995년 4월 19일  | 3                           |
| 4    | 엔젤 릴리 탄생 (エンジェルリリィ誕生)                         | 엔젤 릴리의 탄생              | 소노다 히데키     | 勝亦祥視        | 시다 타다시       | 시다 타다시       | 1995년 4월 26일  | 4                           |
| 5    | 세번째 사랑의 천사 (3人目の愛天使)                            | 세번째 사랑의 천사            | 오오하시 유키요시 | 오카오 타카히로 | 오카오 타카히로   | 우치노 아키오     | 1995년 5월 3일   | 5                           |
| 6    | 쟈마피의 역습 (じゃ魔ピーの逆襲)                              | 통통이의 반격                 | 테라다 켄지       | 勝亦祥視        | 타카하시 나오히토 | 深沢幸司          | 1995년 5월 10일  | 6                           |
| 7    | 과식을 조심 (食べすぎにご用心)                                | 미녀와 뚱보                   | 토미타 스케히로   | 스토 노리히코   | 스토 노리히코     | 후지타 마리코     | 1995년 5월 17일  | 7                           |
| 8    | 파자마와 잠자는 공주 (パジャ魔と眠り姫)                       | 잠자는 공주를 깨워라          | 오오하시 유키요시 | 勝亦祥視        | 土蛇我現          | 安藤信悦          | 1995년 5월 24일  | 8                           |
| 9    | 빼앗긴 Something Four (奪われたサムシングフォー)              | 빼앗긴 네가지 보물            | 토미타 스케히로   | 아사다 유지     | 아사다 유지       | 후지타 마리코     | 1995년 5월 31일  | 9                           |
| 10   | 훌륭해! 우정의 신부 옷 갈아입기 (お見事!友情お色直し)         | 다시 찾은 우정                | 테라다 켄지       | 勝亦祥視        | 타카하시 나오히토 | 시다 타다시       | 1995년 6월 7일   | 10                          |
| 11   | 시간을 달리는 히나기쿠 (時をかけるひなぎく)                   | 시간을 쫓는 데이지            | 오오하시 유키요시 | 仙北實          | 무라타 카즈야     | 仙北實            | 1995년 6월 14일  | 11                          |
| 12   | 미인 악마의 사랑점 (美人悪魔の恋占い)                         | 사랑의 점성술                 | 소노다 히데키     | 鈴木敏明        | 鈴木敏明          | 望月謙            | 1995년 6월 21일  | 12                          |
| 13   | 승부! 악마의 PK전 (勝負!悪魔のPK戦)                           | 악마와의 한판 승부            | 소노다 히데키     | 야부키 츠토무   | 야부키 츠토무     | 와타나베 마유미   | 1995년 6월 28일  | 13                          |
| 14   | 빼앗긴 사랑의 반지 (奪われた愛の指輪)                         | 빼앗긴 사랑의 반지            | 소노다 히데키     | 勝亦祥視        | 시다 타다시       | 시다 타다시       | 1995년 7월 5일   | 14                          |
| 15   | 잠입! 악마의 숲 (潜入!悪魔の森)                               | 악마의 숲                     | 오오하시 유키요시 | 오카오 타카히로 | 오카오 타카히로   | 우치노 아키오     | 1995년 7월 12일  | 15                          |
| 16   | 악마족의 긍지 (悪魔族の誇り)                                  | 악마의 자존심                 | 테라다 켄지       | 鈴木敏明        | 鈴木敏明          | 마에다 메이쥬     | 1995년 7월 19일  | 16                          |
| 17   | 성 하나조노 학원의 비밀 (聖花園学園の秘密)                    | 세인트 가든 중학의 비밀       | 토미타 스케히로   | 아사다 유지     | 아사다 유지       | 후지타 마리코     | 1995년 7월 26일  | 17                          |
| 18   | 사랑의 천사, 여름방학에도 싸울거야! (愛天使、夏休みも戦うわ!) | 첫번째 성스러운 보물          | 소노다 히데키     | 山田智美        | 타카하시 나오히토 | 望月謙            | 1995년 8월 2일   | 18                          |
| 19   | 한 여름밤의 신비 (真夏の夜の神秘)                             | 한 여름밤의 신비              | 오오하시 유키요시 | 스토 노리히코   | 스토 노리히코     | 高崎由利          | 1995년 8월 9일   | 한국 미방영 (재더빙판 방영) |
| 20   | 해변가의 팬던트 (海辺のペンダント)                            | 해변에서의 우정               | 테라다 켄지       | 오카오 타카히로 | 오카오 타카히로   | 타나카 마사테루   | 1995년 8월 16일  | 19                          |
| 21   | 피아노여 밤하늘에 울려라 (ピアノよ響け星空に)                 | 밤하늘의 멜로디               | 토미타 스케히로   | 야부키 츠토무   | 야부키 츠토무     | 와타나베 마유미   | 1995년 8월 23일  | 20                          |
| 22   | 노려진 쟈마피 (ねらわれたじゃ魔ピー)                          | 빼앗긴 통통                   | 테라다 켄지       | 藤本義孝        | 鈴木敏明          | 高見明男          | 1995년 8월 30일  | 21                          |
| 23   | 첫 키스를 빼앗기겠어! (初キスが奪われる!)                     | 사랑이라는 이름의 요리        | 토미타 스케히로   | 아사다 유지     | 아사다 유지       | 후지타 마리코     | 1995년 9월 6일   | 22                          |
| 24   | 두근두근 학원제 (ドキドキ学園祭)                              | 즐거운 학교 축제              | 오오하시 유키요시 | 오카오 타카히로 | 鈴木吉男          | 우치노 아키오     | 1995년 9월 13일  | 23                          |
| 25   | 악마의 키스는 달콤하지 않아 (悪魔のキスは甘くない)            | 악마의 키스는 달콤하지 않아   | 소노다 히데키     | 藤本義孝        | 藤本義孝          | 高見明男          | 1995년 9월 20일  | 한국 미방영 (재더빙판 방영) |
| 26   | 가짜 결혼식 (いつわりの結婚式)                                | 거짓 결혼식                   | 토미타 스케히로   | 스토 노리히코   | 스토 노리히코     | 志村泉            | 1995년 9월 27일  | 한국 미방영 (재더빙판 방영) |
| 27   | 거짓말! 야나기바님에게 연인이? (ウソ!柳葉さまに恋人?)         | 거짓말! 테리 주장에게 애인이? | 오오하시 유키요시 | 栗本宏志        | 大庭秀昭          | 타나카 마사테루   | 1995년 10월 4일  | 한국 미방영 (재더빙판 방영) |
| 28   | 사랑하는 소녀는 최강이야! (恋する少女は最強よ!)               | 사랑은 천하무적?              | 소노다 히데키     | 山田智美        | 藤本義孝          | 望月謙            | 1995년 10월 11일 | 24                          |
| 29   | 할로윈스러운 마녀 (ハロウィンな魔女)                          | 할로윈에 나타난 마녀          | 테라다 켄지       | 아사다 유지     | 아사다 유지       | 후지타 마리코     | 1995년 10월 18일 | 25                          |
| 30   | 굿바이 악마님 (グッバイ悪魔さま)                              | 슬픈 이별                     | 토미타 스케히로   | 야부키 츠토무   | 야부키 츠토무     | 와타나베 마유미   | 1995년 10월 25일 | 26                          |
| 31   | 난입! 사랑의 라이벌 (乱入!恋のライバル)                       | 나의 적은 귀여운 악마         | 오오하시 유키요시 | 藤本義孝        | 藤本義孝          | 야마오카 신이치   | 1995년 11월 1일  | 27                          |
| 32   | 머플러에 사랑을 담아 (マフラーに愛を込めて)                   | 사랑과 우정의 목도리          | 오오하시 유키요시 | 오카오 타카히로 | 鈴木敏明          | 우치노 아키오     | 1995년 11월 8일  | 28                          |
| 33   | 전장에서 핀 사랑 (戦場に咲いた恋)                             | 운명적 만남                   | 테라다 켄지       | 스토 노리히코   | 鈴木敏明          | 志村泉            | 1995년 11월 15일 | 29                          |
| 34   | 사랑을 조종하는 인형 (恋のあやつり人形)                       | 캐빈을 돌려줘                 | 소노다 히데키     | 山田智美        | 藤本義孝          | 望月謙            | 1995년 11월 22일 | 30                          |
| 35   | 네번째 사랑의 천사 (四人目の愛天使)                           | 사랑의 천사가 또 있었네       | 토미타 스케히로   | 아사다 유지     | 아사다 유지       | 후지타 마리코     | 1995년 11월 29일 | 31                          |
| 36   | 외톨이 사랑의 천사 (一人ぼっちの愛天使)                       | 사루비아의 집념               | 오오하시 유키요시 | 栗本宏志        | 鈴木敏明          | 타나카 마사테루   | 1995년 12월 6일  | 32                          |
| 37   | 사루비아의 눈물 (サルビアの涙)                                | 사루비아의 눈물               | 테라다 켄지       | 藤本義孝        | 藤本義孝          | 야마오카 신이치   | 1995년 12월 13일 | 33                          |
| 38   | 뜨거운 이별 키스 (お別れの熱いキス)                           | 나의 왕자님 캐빈을 돌려줘     | 토미타 스케히로   | 야부키 츠토무   | 야부키 츠토무     | 石辺恵美          | 1995년 12月20日  | 34                          |
| 39   | 선생님은 악마? (先生は悪魔?)                                  | 선생님은 악마?                | 소노다 히데키     | 湖山禎崇        | 湖山禎崇          | 히라야마 히데츠구 | 1995년 12월 27일 | 한국 미방영 (재더빙판 방영) |
| 40   | 사랑이 흡수당하겠어! (愛が吸われちゃう!)                      | 페트라의 무서운 함정          | 소노다 히데키     | 栗山美秀        | 藤本義孝          | 望月謙            | 1996년 1월 10일  | 35                          |
| 41   | 사랑놀이 너무 좋아 (恋愛ごっこ大スキー)                       | 스키장에서 생긴 일            | 오오하시 유키요시 | 스토 노리히코   | 鈴木敏明          | 이치이시 사유리   | 1996년 1월 17일  | 36                          |
| 42   | 유리의 입술 (ゆりのく・ち・び・る)                            | 리모네의 죽음                 | 테라다 켄지       | 栗本宏志        | 榎本明広          | 타나카 마사테루   | 1996년 1월 24일  | 37                          |
| 43   | 레인 데빌라의 진실 (レインデビラの真実)                       | 레인 데빌라의 진실            | 토미타 스케히로   | 藤本義孝        | 藤本義孝          | 야마오카 신이치   | 1996년 1월 31일  | 38                          |
| 44   | 쟈마피의 첫사랑 (じゃ魔ピーの初恋)                            | 통통이의 첫사랑               | 소노다 히데키     | 아사다 유지     | 아사다 유지       | 후지타 마리코     | 1996년 2월 7일   | 39                          |
| 45   | 다시 돌아온 엄마 (帰ってきたママ)                             | 돌아온 엄마                   | 토미타 스케히로   | 湖山禎崇        | 湖山禎崇          | 히라야마 히데츠구 | 1996년 2월 14일  | 40                          |
| 46   | 나의 연인은 악마 (私の恋人は悪魔)                             | 나의 악마!? 나의 캐빈!        | 오오하시 유키요시 | 栗山美優        | 河口もと          | 望月謙            | 1996년 2월 21일  | 41                          |
| 47   | 되살아나라, 사랑의 기억 (よみがえれ、愛の記憶)                | 캐빈의 슬픈 현실              | 토미타 스케히로   | 야부키 츠토무   | 야부키 츠토무     | 와타나베 마유미   | 1996년 2월 28일  | 42                          |
| 48   | 사랑을 하려거든 애절하게 (愛すれどせつなく)                   | 슬픈 악마 비엔토              | 테라다 켄지       | 栗本宏志        | 栗本宏志          | 타나카 마사테루   | 1996년 3월 6일   | 43                          |
| 49   | 둘 만의 밤 (2人だけの夜)                                      | 천사를 구한 악마              | 테라다 켄지       | 藤本義孝        | 藤本義孝          | 야마오카 신이치   | 1996년 3월 13일  | 44                          |
| 50   | 떨어지지 않는 마음 (離れない心)                               | 놀라운 사랑의 힘              | 토미타 스케히로   | 아사다 유지     | 아사다 유지       | 후지타 마리코     | 1996년 3월 20일  | 45                          |
| 51   | 라스트 웨딩 (ラスト・ウェディング)                            | 마지막 웨딩                   | 토미타 스케히로   | 스토 노리히코   | 유야마 쿠니히코   | 이치이시 사유리   | 1996년 3월 27일  | 46                          |

LD-BOX 영상 특전
- 제10,526회 미안해 요스케의 (ごめんねようすけの巻)
  - 차회 예고 합체! 웨딩 로보!! (合体!ウェディングロボ!!)(예고만)
- 최종회 애천사 전대 최후의 싸움
  - 신 프로그램 예고 신·애천사 전설 웨딩 고시엔 제1화 웨딩 싸움짱 나타나다 (新・愛天使伝説ウェディング甲子園 第1話 ウェディング番長現わる)(예고만)